# 馬河図
馬 河図（ば かと、Ma Hetu、? - 1864年）は、清末の貴州省での回族蜂起の指導者。
貴州省盤県出身。貧農出身で1858年に張凌翔とともに回民を率いて蜂起した。蜂起には漢人・ミャオ族・プイ族・イ族なども参加し、1862年までに盤県・普安・晴隆・興仁・貞豊・安竜・冊亨・興義を占領し、2万人以上に膨れ上がった。張凌翔・金万照とともに政権を樹立したが、清軍の策謀で内部に裏切りが発生した。張凌翔と馬河図は興仁に籠城したが、1ヶ月余りの戦闘の末に戦死した。